# Bathysa australis
Bathysa australis là một loài thực vật có hoa trong họ Thiến thảo. Loài này được (A.St.-Hil.) K.Schum. mô tả khoa học đầu tiên năm 1889.